# Obrambena linija Amsterdama
Obrambena linija Amsterdama (nizozemski: Stelling van Amsterdam) je 135 dug prsten koji čine 42 utvrde na udaljenosti od oko 10–15 km od središta Amsterdama, u području nizina koje se u slučaju rata mogu lako potopiti. 
Obrambena linija Amsterdama je izgrađena od 1880. do 1920. godine i u svoje vrijeme je bila vrhunac fortifikacijske arhitekture i planiranja. Zbog toga je 1996. godine upisana na UNESCO-ov popis mjesta svjetske baštine u Europi.
God. 2021. zaštićeno područje je prošireno dodavanjem Nove nizozemske vodnoobrambene linije te ukupno predstavljaju obrambeni sustav koji se proteže preko 200 km duž ruba upravnog i gospodarskog središta Nizozemske.

## Povijest i odlike
Zakon o izgradnji Obrambene linije Amsterdama donesen je 1874. godine, nekoliko godina nakon ujedinjenja Njemačke. 
Duga je 135 km u obliku prstena oko Amsterdama, a čini ju 42 utvrde koje su udaljene 10-15 kilometara od središta grada, u području nizina koje se u slučaju rata mogu lako potopiti. Planirana poplava, tzv. „vodena crta” (waterlinie), bi ispunila područje vodom dubine oko 30 cm, što je nedovoljno za plovidbu, ali dovoljno da se uspori potencijalni nadirući neprijatelj. U tom slučaju Amsterdam je trebao biti posljednjim nizozemskim uporištem. Betonske utvrde su građene na mjestima gdje su ceste, pruge i brane prelazile preko vodene linije. Također, sve su građevine udaljene 1& km od utvrda morale biti od drveta, tako da bi se u slučaju potrebe mogle spaliti i ukloniti.
Linija se sastojala od 7 skupina utvrda: sjeverna, sjeverozapadna, zapadna, jugozapadna, južna, jugoistočna i Zuiderzee skupina. No, vrlo brzo nakon Prvog svjetskog rata, zbog izuma zrakoplova i tenkova, većina ovih utvrda je zastarjela a da nikada nisu korištene. Ipak održavane za vojnu ulogu sve do 1963. godine.
Danas njima upravljaju gradska vijeća i njihova vijeća za okoliš, te se mogu posjetiti, a ulaz je besplatan na „Dan sjećanja”, 4. svibnja, i na „Dan oslobođenja”, 5. svibnja.
- Utvrda kod Nekkerwega
- Utvrda na otoku Pampus
- Bunkeri kod Vijfhuizena
- Festungsanlage
- Utvrda kod Den Hama

### Ostali projekti
|  | Zajednički poslužitelj ima još gradiva o temi Obrambena linija Amsterdama |